# 23 جمادى الأولى
- السبت
- الأحد
- الاثنين
- الثلاثاء
- الأربعاء
- الخميس
- الجمعة

- 302 نوفمبر 2024
- 13 نوفمبر 2024
- 24 نوفمبر 2024
- 35 نوفمبر 2024
- 46 نوفمبر 2024
- 57 نوفمبر 2024
- 68 نوفمبر 2024
- 79 نوفمبر 2024
- 810 نوفمبر 2024
- 911 نوفمبر 2024
- 1012 نوفمبر 2024
- 1113 نوفمبر 2024
- 1214 نوفمبر 2024
- 1315 نوفمبر 2024
- 1416 نوفمبر 2024
- 1517 نوفمبر 2024
- 1618 نوفمبر 2024
- 1719 نوفمبر 2024
- 1820 نوفمبر 2024
- 1921 نوفمبر 2024
- 2022 نوفمبر 2024
- 2123 نوفمبر 2024
- 2224 نوفمبر 2024
- 2325 نوفمبر 2024
- 2426 نوفمبر 2024
- 2527 نوفمبر 2024
- 2628 نوفمبر 2024
- 2729 نوفمبر 2024
- 2830 نوفمبر 2024
- 291 ديسمبر 2024
- 12 ديسمبر 2024
- 23 ديسمبر 2024
- 34 ديسمبر 2024
- 45 ديسمبر 2024
- 56 ديسمبر 2024

23 جُمادى الأولى أو 23 جُمادی‌ الاَوَّل أو يوم 23 \ 5 (اليوم الثالث والعشرون من الشهر الخامس) هو اليوم الحادي والأربعون بعد المائة (141) من أيَّام السنة (أو الثاني والأربعون بعد المائة لو كان شهر ربيع الآخر مُتممًا لليوم الثلاثين أو الثالث والأربعون بعد المائة لو أتم كلاً من صفر وربيع الآخر ثلاثين يوماً) وفق التقويم الهجري القمري (العربي). يبقى بعده 213 أو 214 يومًا لانتهاء السنة.

## أحداث
- 512هـ - حصار الصليبيون لمدينة صور وهزيمة الفاطميون والسلاجقة أمام الصليبيين واستيلاء الفرنج على المدينة.
- 1257هـ - الدولة العثمانية والمملكة المتحدة وفرنسا والإمبراطورية الروسية والإمبراطورية النمساوية المجرية وبروسيا توقع «معاهدة المضايق» التي نصت على أنه لا يجوز لأي دولة غير الدولة العثمانية والإمبراطورية الروسية اللتين تملكان سواحل في البحر الأسود؛ إبقاء أي سفينة حربية في هذا البحر، وقد أبطلت هذه المعاهدة بشكل كامل معاهدة «اتفاقية رصيف هنكار».
- 1326هـ - إعلان السلطان عبد الحميد الثاني العمل بالمشروطية الثانية (الدستور)، وكان قد سبق له أن ألغى العمل بالدستور سنة 1296هـ.
- 1329هـ - القوات الفرنسية تحتل مدينة فاس المغربية.
- 1351هـ - توحيد المملكة العربية السعودية على يد الملك عبد العزيز آل سعود.
- 1351 هـ - لقب الملك عبد العزيز آل سعود ملك المملكة العربية السعودية الأول.
- 1365هـ - إخراج إمارة شرق الأردن من الانتداب البريطاني على فلسطين، وتأسيس الجيش الأردني بقيادة جون جلوب باشا.
- 1385هـ - مجلس الأمن الدولي يصدر قرارا بوقف إطلاق النار بين الجيشين الهندي والباكستاني، والعودة إلى حدود ما قبل النازع على إقليم جامو وكشمير.
- 1387هـ - الملك فيصل بن عبدالعزيز آل سعود يرأس الوفد السعودي في القمة العربية بالخرطوم والتي تخللتها الدعم المالي من السعودية وعدة دول إلى الدول المتضررة من العدوان وهدنة إعلامية بين السعودية ومصر.
- 1390هـ - الأردن يعلن موافقته على مبادرة وزير الخارجية الأمريكي وليام روجرز لحل النزاع بين العرب والدولة اليهودية.
- 1394هـ - انقلاب أبيض ضد الرئيس عبد الرحمن الأرياني وصعود المقدم إبراهيم الحمدي للحكم بقيام حركة 13 يونيو الناصرية التصحيحية في الجمهورية العربية اليمنية.
- 1418هـ - القيادي في حركة حماس خالد مشعل يتعرض لمحاولة اغتيال من قبل الموساد الإسرائيلي في العاصمة الأردنية عمّان.
- 1421هـ - سقوط طائرة تابعة لشركة طيران الخليج من نوع إيرباص A320 كانت قادمة من القاهرة في مياه الخليج العربي قرب البحرين، وأدى الحادث إلى مقتل جميع ركابها البالغ عددهم 143 شخصًا.
- 1424هـ - القوات الأمريكية تهاجم منزل في الموصل كان يختبأ به عدي وقصي نجلي رئيس العراق السابق صدام حسين وتقتلهما.
- 1428هـ - عقد قران رئيس وزراء ماليزيا عبد الله بن أحمد بدوي على جيان بنت عبد الله في ولاية بوتراجاي.
- 1429هـ - الرئيس اللبناني ميشال سليمان وبعد إجراء المشاورات النيابية مع أعضاء البرلمان لاختيار رئيس الحكومة يكلف فؤاد السنيورة بتشكيل الحكومة الجديدة وذلك بعد تسميته من قوى الغالبية.
- 1430هـ - الإعلان عن النتائج النهائية لانتخابات مجلس الأمة الكويتي والتي كان من بينها فوز أربع سيدات للمرة الأولى في عضوية البرلمان وهن معصومة المبارك وأسيل العوضي ورولا دشتي وسلوى الجسار.
- 1431هـ - القائم بأعمال الرئيس النيجيري غودلاك جوناثان يؤدي اليمين الدستورية رئيسًا للبلاد خلفًا للرئيس عمر يارادوا الذي توفي قبل ليلة.
- 1435هـ - الخطوط الجوية الماليزية تعلن أن الرحلة 370، التي فقدت قبل 16 يومًا، تحطمت في مياه المُحيط الهندي الجنوبيَّة قبالة ساحل أستراليا الغربي، ولا ناجين.
- 1436هـ - إدانة رئيس جُزر المالديڤ السابق مُحمَّد نشيد بتُهمٍ إرهابيَّة مُتعددة والحُكم عليه بالسجن 13 سنة.

## مواليد
- 1309هـ - أمين سعيد، صحفي ومؤرخ سوري.
- 1316هـ - توفيق الحكيم، أديب وروائي مصري.
- 1325هـ - محمد مندور، أحد رواد النقد الأدبي في مصر.
- 1326هـ - مجد الدين النجفي الإصفهاني، عالم مسلم ومدرس ديني وشاعر إيراني.
- 1338هـ - فاروق الأول، آخر ملوك مصر من السلالة العلوية.
- 1355هـ - إبراهيم الشقنقيري، مخرج مصري.
- 1357هـ - دنيز بايقال، سياسي تركي.
- 1359هـ - محمد يونس، اقتصادي بنغالي حاصل على جائزة نوبل للسلام.
- 1367هـ - حسن أبو السعود، موسيقار مصري.
- 1372هـ - محمود حميدة، ممثل مصري.
- 1382هـ - جهاد عبدو، ممثل سوري.
- 1423هـ - كاغلا سيمسيك، ممثلة تركية.

## وفيات
- 1346هـ - يوسف بن الحسن، سلطان المغرب العشرون.
- 1354هـ - محمد رشيد رضا، علامة مسلم لبناني وأحد رواد الإصلاح في العالم الإسلامي.
- 1364 هـ - عبد الله الزايد، صحفي وشاعر بحريني.
- 1366هـ - محمد صبري أبو علم، محامي مصري.
- 1421هـ - سامي المنيس، سياسي كويتي.
- 1424هـ -
  - عدي صدام حسين، سياسي عراقي.
  - قصي صدام حسين، عسكري وسياسي عراقي.

## وصلات خارجية
- موقع قصة الإسلام: حدث في شهر جُمادى الأولى.